# Puchar Beskidów 1962
Puchar Beskidów 1962 – czwarta edycja tych zawodów międzynarodowych, rozegrana w dniach 19–21 stycznia 1962. W ramach cyklu rozegrano dwa konkursy, oba na skoczni w Wiśle-Malince. Pierwszy konkurs wygrał Antoni Wieczorek a drugi Antoni Łaciak. W klasyfikacji generalnej tryumfował Antoni Wieczorek.

## Terminarz
| Lp. | Data             | Miejscowość | Skocznia | 1. miejsce       | 2. miejsce       | 3. miejsce                     |
| --- | ---------------- | ----------- | -------- | ---------------- | ---------------- | ------------------------------ |
| 1.  | 19 stycznia 1962 | Wisła       | Malinka  | Antoni Wieczorek | Antoni Łaciak    | Władysław Tajner Ryszard Witke |
| 2.  | 21 stycznia 1962 | Wisła       | Malinka  | Antoni Łaciak    | Antoni Wieczorek | Gustaw Bujok                   |

## Klasyfikacja generalna
Źródło:
| Miejsce | Zawodnik          | Punkty |
| ------- | ----------------- | ------ |
| 1.      | Antoni Wieczorek  | 454,0  |
| 2.      | Antoni Łaciak     | 452,9  |
| 3.      | Gustaw Bujok      | 443,5  |
| 4.      | Piotr Wala        | 437,4  |
| 5.      | Władysław Tajner  | 433,0  |
| 6.      | Ryszard Witke     | 429,8  |
| 7.      | Nikołaj Kamienski | 426,7  |
| 8.      | Jan Pezda         | 425,7  |
| 9.      | Jurij Zakolukin   | 425,2  |
| 10.     | Siergiej Dwinski  | 424,6  |
| ...     |                   |        |